# برجستگی درونی پس‌سری
در جمجمه انسان، سطح داخلی صدف پس‌سری (اکسی‌پیتال) توسط یک برجستگی مرکزی نامنظم به نام برجستگی درونی پس‌سری (انگلیسی: Internal occipital protuberance) به چهار گودی پس‌سری  تقسیم می‌شود؛ دو گودی پس‌سری زیرین چهارگوش‌اند و با نیم‌کره‌های مخچه مجاورند و دو گودی پس‌سری بالایی سه‌گوش‌اند و با لوب‌های پس‌سری نیم‌کره‌های مغزی مجاورت دارند.